# Molophilus eumonostylus
Molophilus eumonostylus är en tvåvingeart som beskrevs av Alexander 1952. Molophilus eumonostylus ingår i släktet Molophilus och familjen småharkrankar. Inga underarter finns listade i Catalogue of Life.